# Visions
A Visions a Stratovarius nevű finn power metal együttes 6. nagylemeze.
1997-ben került a piacra, a rajta található összes számot Timo Tolkki írta.
Ez a Strato történetének első aranylemeze Finnországban. Az album az ötödik helyen kezdett a finn toplistákon, majd 24 hétig benne is maradt a TOP 40-ben, és mintegy 20000 példánya kelt el. Ezen az albumon látható először az együttes jelenlegi logója.

## A lemez tartalma
- 1. Kiss of Judas – 5:48
- 2. Black Diamond – 5:41
- 3. Forever Free – 6:00
- 4. Before the Winter – 6:07
- 5. Legions – 5:44
- 6. The Abyss of Your Eyes – 5:38
- 7. Holy Light – 5:46
- 8. Paradise – 4:27
- 9. Coming Home – 5:36
- 10. Visions (Southern Cross) – 10:20

## A zenekar felállása
- Timo Tolkki (gitár, háttérének)
- Timo Kotipelto (ének)
- Jari Kainulainen (basszusgitár)
- Jens Johansson (billentyűk)
- Jörg Michael (dobok)